# Calliostoma ligatum
Calliostoma ligatum, tên tiếng Anh: blue topsnail, là một loài ốc biển nhỏ có mang và nắp (động vật chân bụng)|operculum]], là động vật thân mềm chân bụng sống ở biển thuộc họ Calliostomatidae, the calliostoma top snails.

## Hình ảnh

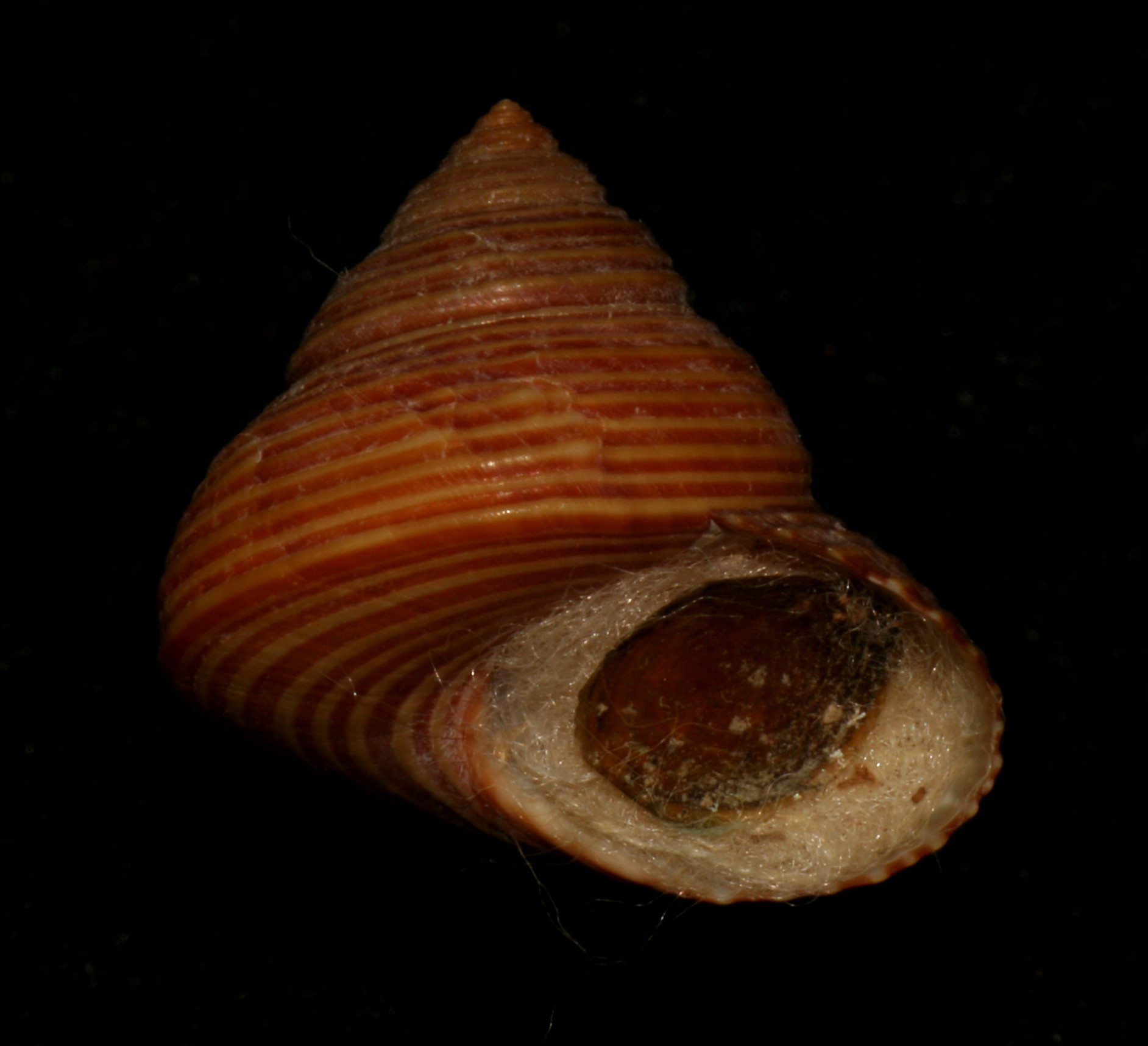
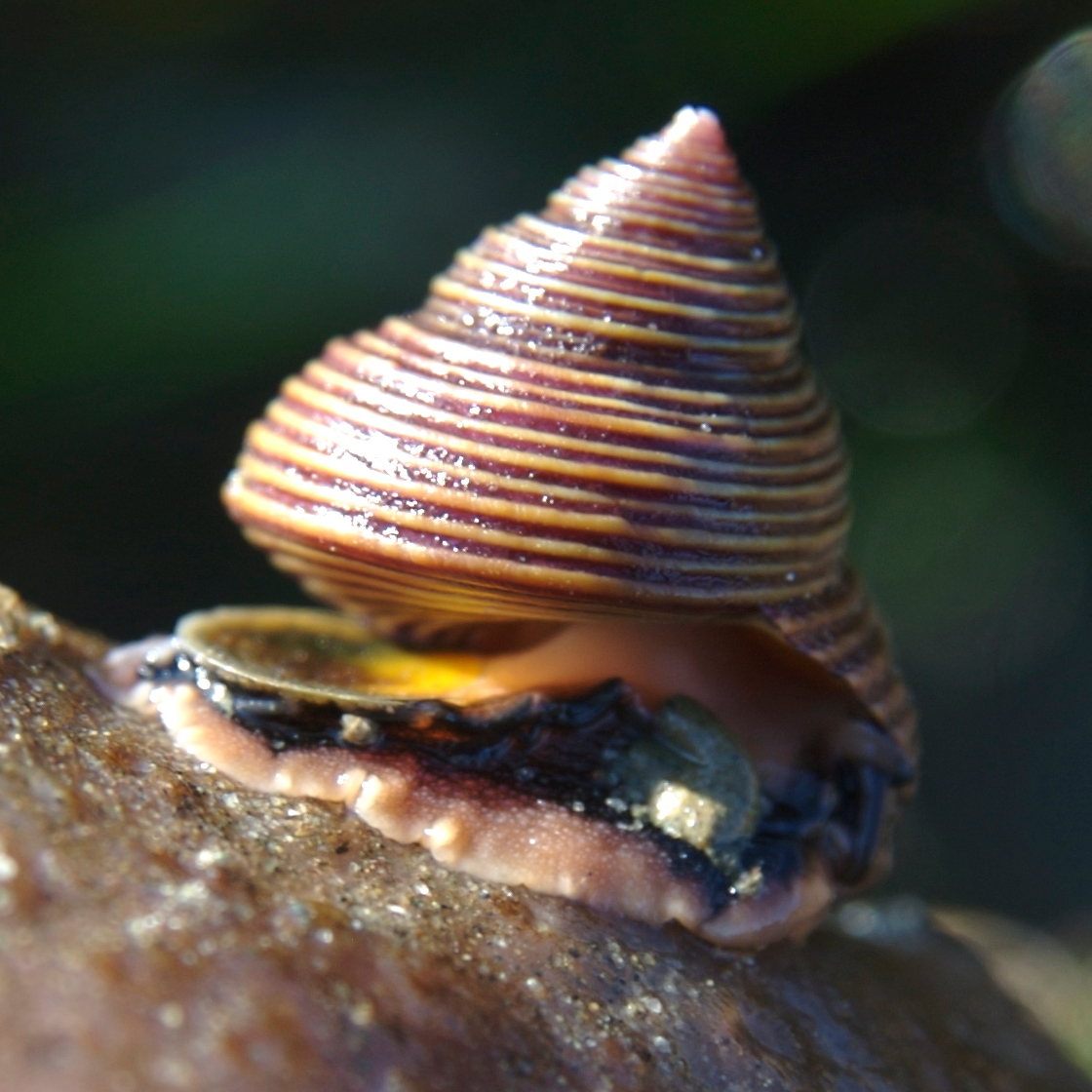
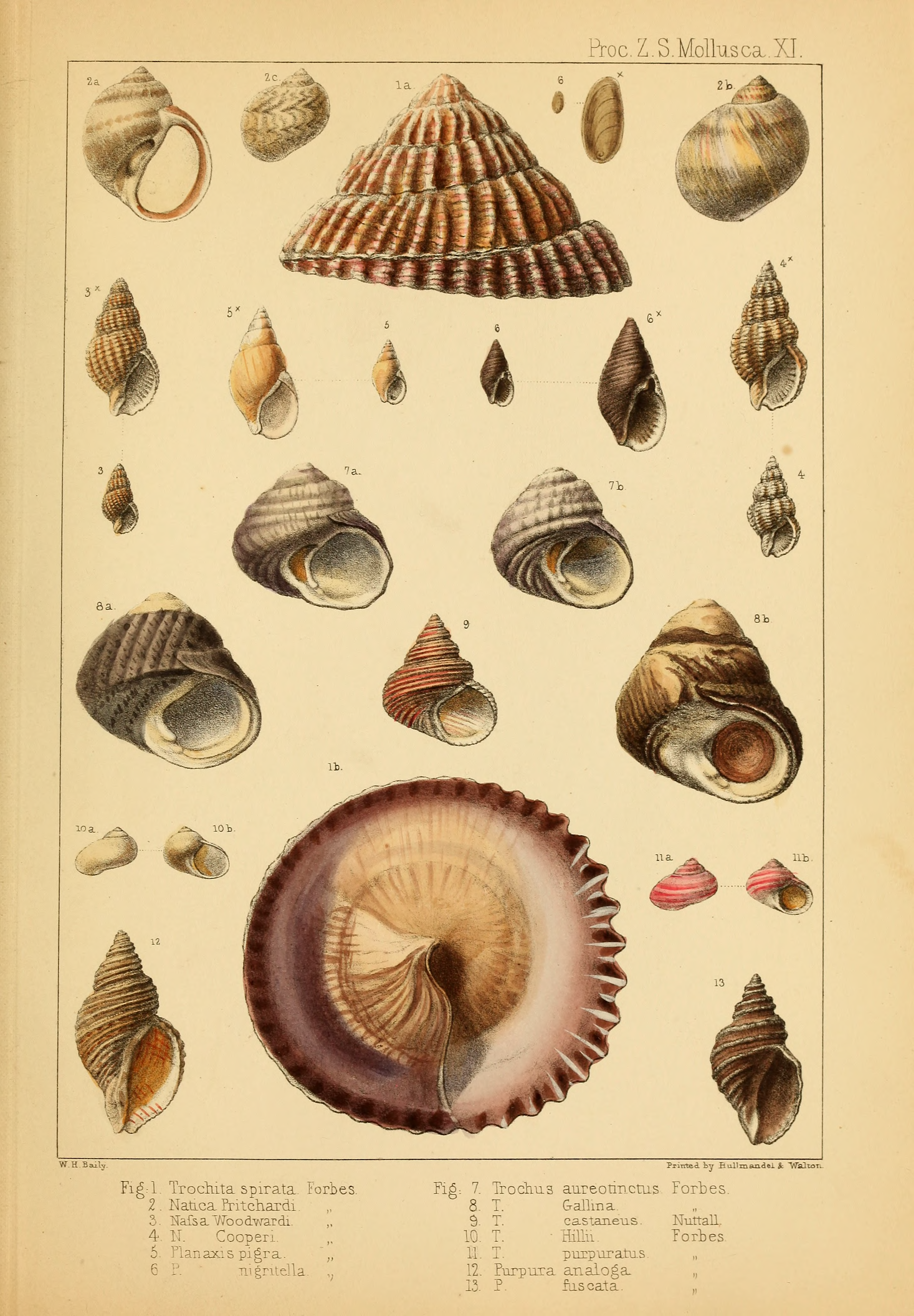